# Paranais birsteini
Paranais birsteini är en ringmaskart som beskrevs av Sokolskya 1971. Paranais birsteini ingår i släktet Paranais och familjen glattmaskar. Inga underarter finns listade i Catalogue of Life.